# هندباء الخنزير
هندباء الخنزير هو جنس من النباتات المزهرة في الفصيلة النجمية. موطنها منطقة البحر الأبيض المتوسط من البرتغال إلى فلسطين مع وجود عدد قليل من الأنواع التي تمتد حتى شمال ألمانيا.